# (There's) Always Something There to Remind Me
Toujours un coin qui me rappelle
Singles de Sandie Shaw
As Long As You're Happy Baby
(1964) I'd Be Far Better Off Without You
(1964)
Singles de Eddy Mitchell
Repose Beethoven
(1964) Everything All Right
(1965)
(There's) Always Something There to Remind Me est une chanson écrite par Burt Bacharach et Hal David et enregistrée par de nombreux artistes. La première reprise qui se classe dans le hit-parade américain est celle de Lou Johnson (en), no 49 aux États-Unis en 1964. Celles qui rencontrent le plus grand succès sont celle de Sandie Shaw, sortie la même année, puis celle de Naked Eyes en 1983.
La chanson est adaptée en français par Ralph Bernet sous le titre Toujours un coin qui me rappelle et devient un succès pour Eddy Mitchell.

## Historique
(There's) Always Something There to Remind Me est d'abord enregistrée sous forme de démo par Dionne Warwick en 1963, mais la première verson publiée est celle de Lou Johnson qui se classe no 49 dans le Billboard Hot 100 à l'été 1964.
L'imprésario britannique Eve Taylor l'entend lors d'une visite aux États-Unis à la recherche de nouveau matériel pour sa récente découverte Sandie Shaw. Cette dernière l'enregistre puis l'interprète dans l'émission télévisée Ready Steady Go!. Le single se vend à 65 000 exemplaires en une semaine et se classe no 1 dans le UK Singles Chart ainsi qu'au Canada et en Afrique du sud.
La chanson est adaptée en français, sous le titre Toujours un coin qui me rappelle, avec des paroles signées Ralph Bernet. Eddy Mitchell l'enregistre en septembre 1964 pour l'inclure dans son album Toute la ville en parle... Eddy est formidable. Sorti en 45 tours en décembre, cette version est no 1 des ventes dans l'hexagone au début de 1965 et obtient un no 3 en Belgique francophone. Sandie Shaw enregistre aussi la version française, se classant no 20. Elle la chante également en allemand et en italien.
Always Something There to Remind Me pénètre pour la première fois dans le top 40 américain par l'intermédiaire de la version de R. B. Greaves (en), no 27 en 1970 et no 3 dans la catégorie Easy listening. Mais c'est en 1983 qu'elle devient un grand succès aux États-Unis grâce à la version synthpop du groupe britannique Naked Eyes, qui se classe no 8 en juin.
Une version house par le duo de musique électronique anglais Tin Tin Out (en), avec la voix de la chanteuse française Espiritu (alias Vanessa Quinones (en)), est no 14 outre-Manche et no 1 des singles Dance.

## Quelques reprises
Il existe de nombreux enregistrements de cette chanson par différents artistes, dont :
- 1964 :
  - Lou Johnson en single (no 49 aux États-Unis).
  - Sandie Shaw en single (no 1 au Royaume-Uni, no 52 aux États-Unis).
- 1965 :
  - Brenda Lee sur l'album Sings Top Teen Hits.
  - The Four Seasons sur l'album Sing Big Hits by Burt Bacharach... Hal David... Bob Dylan.
- 1966 : Wayne Fontana sur l'album Wayne One.
- 1967 :
  - Dionne Warwick sur l'album The Windows of the World.
  - Jay and the Americans sur l'album Try Some of This!
  - Johnny Mathis sur son album Sings.
  - Patti LaBelle and The Blue Belles sur leur album Dreamer.
- 1968 :
  - Martha and the Vandellas sur l'album Ridin' High.
  - José Feliciano sur l'album Feliciano!.
- 1969 : Stanley Turrentine en version instrumentale sur son album Always Something There.
- 1970 : Peggy Lee sur son album Bridge Over Troubled Water.
- 1971 : The Carpenters dans un medley intitulé Bacharach / David sur l'album Carpenters.
- 1973 : Blue Swede sur l'album Hooked on a Feeling.
- 1980 :  Viola Wills sur l'album If You Could Read My Mind.
- 1982 : Naked Eyes sur l'album Burning Bridges (no 8 aux États-Unis en 1983, no 59 au Royaume-Uni).
- 1998 : All Saints en live  sur l'album One Amazing Night.
- 2010 : Thurston Moore sur l'album hommage All Kinds of People Love Burt Bacharach.

Version française (Toujours un coin qui me rappelle) :
- 1964 :
  - Eddy Mitchell sur l'album Toute la ville en parle... Eddy est formidable et en 45 tours en décembre 1964[10].
  -  : Les Gam's avec Annie Markan sur leur EP Une petite larme m'a trahie.
- 1965 :
  - Sandie Shaw sur l'EP Mais tu l'aimes et sur l'album Pourvu que ça dure - Sandie Shaw chante en français.
  - Anne Germain en face B du 45 tours Dans le temps.
- 1998 : Dave sur l'album hommage Ils chantent Eddy Mitchell.
- 2002 : Matmatah. Cette version, publiée uniquement en clip vidéo, n'apparait qu'en 2015 sur la compilation Antaology. Néanmoins une version live apparait sur l'album Lust for a Live en 2002.
- 2017 : Eddy Mitchell en duo avec Keren Ann sur l'album La Même Tribu, volume 1.

## Dans les médias
Différentes versions de la chanson sont utilisées au cinéma, dans des séries télévisées ou des jeux vidéo, dont :
Sandie Shaw
- 2004 : Blackpool, épisode 6
- 2007 : The Sarah Jane Adventures, saison1, épisode 4 : Whatever Happened to Sarah Jane?
- 2019 : La belle époque de Nicolas Bedos
- 2021 : Last Night in Soho réalisé par Edgar Wright

Naked Eyes
- 1997 : Romy et Michelle, 10 ans après de David Mirkin avec Mira Sorvino et Lisa Kudrow
- 2002 : jeu vidéo Activision Anthology
- 2009 : Private Practice, saison 2, épisode 16

Autres
- 1994 : Dangereuse Rencontre de Robert Michael Lewis avec Pierce Brosnan, version de Dione Warwick
- 2000 : Xena, la guerrière, saison 5, épisode 10, par l'acteur Jay Laga'aia
- 2013 : Mad Men, saison 6, épisode 9, par Lou Johnson
- 2019 : Annabelle : La Maison du mal de Gary Dauberman, par Stanley Turrentine

En 2021, le 9e épisode de la saison 2 de 9-1-1: Lone Star utilise les deux versions de Lou Johnson et Naked Eyes.